# High Shoals (Caroline du Nord)
High Shoals est une ville américaine située dans le comté de Gaston dans l'État de Caroline du Nord. En 2010, sa population était de 696 habitants.

## Démographie
| 1980 | 1990 | 2000 | 2010 | - | - |
| ---- | ---- | ---- | ---- | - | - |
| 586  | 605  | 729  | 696  | - | - |

## Source de la traduction
- (en) Cet article est partiellement ou en totalité issu de l’article de Wikipédia en anglais intitulé « High Shoals, North Carolina » (voir la liste des auteurs).